# Schronisko PTTK na Hali Szrenickiej
Schronisko Na Hali Szrenickiej (niem. Neue Schlesische Baude) − wysokogórskie schronisko turystyczne w Sudetach Zachodnich w paśmie Karkonoszy.

## Położenie
Schronisko położone jest na wysokości 1195 m n.p.m. na środku Hali Szrenickiej w południowo-zachodniej Polsce, w Sudetach Zachodnich, w paśmie Karkonoszy na terenie Karkonoskiego Parku Narodowego, pomiędzy dwoma szczytami: Kamiennikiem i Szrenicą.

## Historia

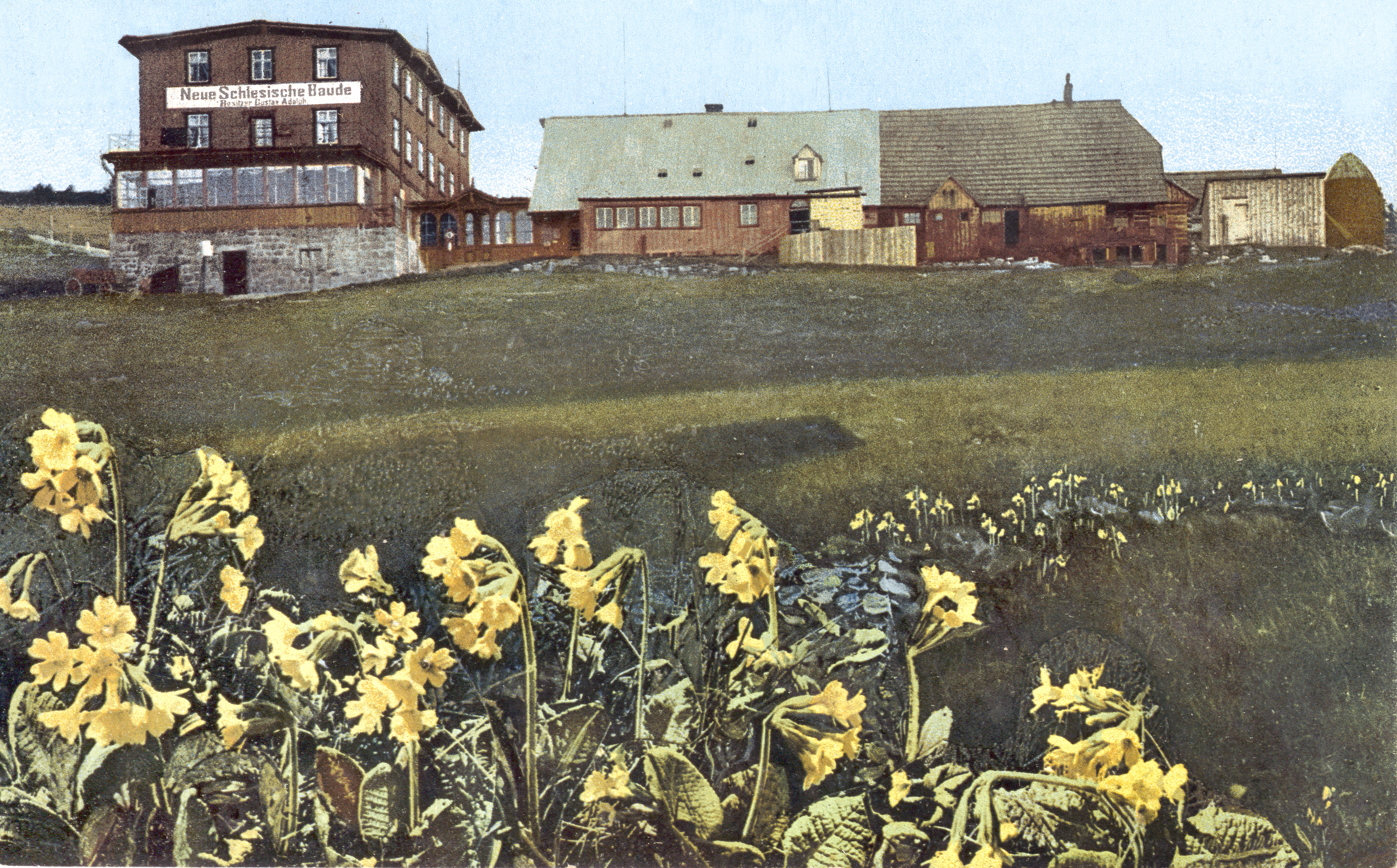
Schronisko na Hali Szrenickiej – lata 30. XX wieku

Na miejscu obecnego schroniska w 1786 roku postawiono budę pasterską, którą nazwano „Nowa Buda Śląska” (sporadycznie również Kranichbaude). Jej właścicielem był zięć właściciela budy pod Łabskim Szczytem. Wkrótce buda pasterska została przekształcona w gospodę, a następnie w schronisko. W 1820 składał się z dwóch budynków: większego i mniejszego. Ruch turystyczny wzrósł gwałtownie w 1869, kiedy wybudowano drogę.
Obiekt był wielokrotnie przebudowywany i modernizowany. W 1846 roku obok budy postawiono drewniany dom letni dla turystów, w 1895 przebudowano cały obiekt, wzorując się na schronisku Petrova bouda. Był to duży budynek o surowej bryle, przykryty dwuspadowym dachem o niewielkim pochyleniu; znajdowały się w nim 22 pokoje (według innych źródeł 30 pokoi) i jadalnia na 80-100 osób.
W 1909 roku dobudowano do niego dwupiętrowy murowany budynek z werandą według projektu braci Albert z Jeleniej Góry (projektantów kilku innych karkonoskich schronisk) – połączyli oni w jedno obiekt z XVIII wieku i ten z 1895.
W 1939 roku dobudowano skrzydło, które połączono napowietrzną galeria z istniejącym budynkiem. Schronisko przed II wojną światową miało standard luksusowego hotelu górskiego.
Po wojnie hotel miał 130 łóżek, w 1949 przeszedł remont i stał się jednym z głównych obiektów bazy turystycznej w rejonie Szklarskiej Poręby. Od 1950 r. pozostaje w PTTK jako „Schronisko na Hali Szrenickiej” (krótko były w użyciu także inne nazwy: „Pod Kopą Wodną”, „Pod Szrenicą”). W sierpniu 1975 roku w wyniku pożaru spłonęły górne kondygnacje wraz z dachem. Obiekt wyremontowano już w 1976, ale ze zmianami. Obniżono główny budynek i nałożono spadzisty dach. W takim kształcie schronisko istnieje do dziś. W schronisku mieści się stacja Karkonoskiej Grupy GOPR.

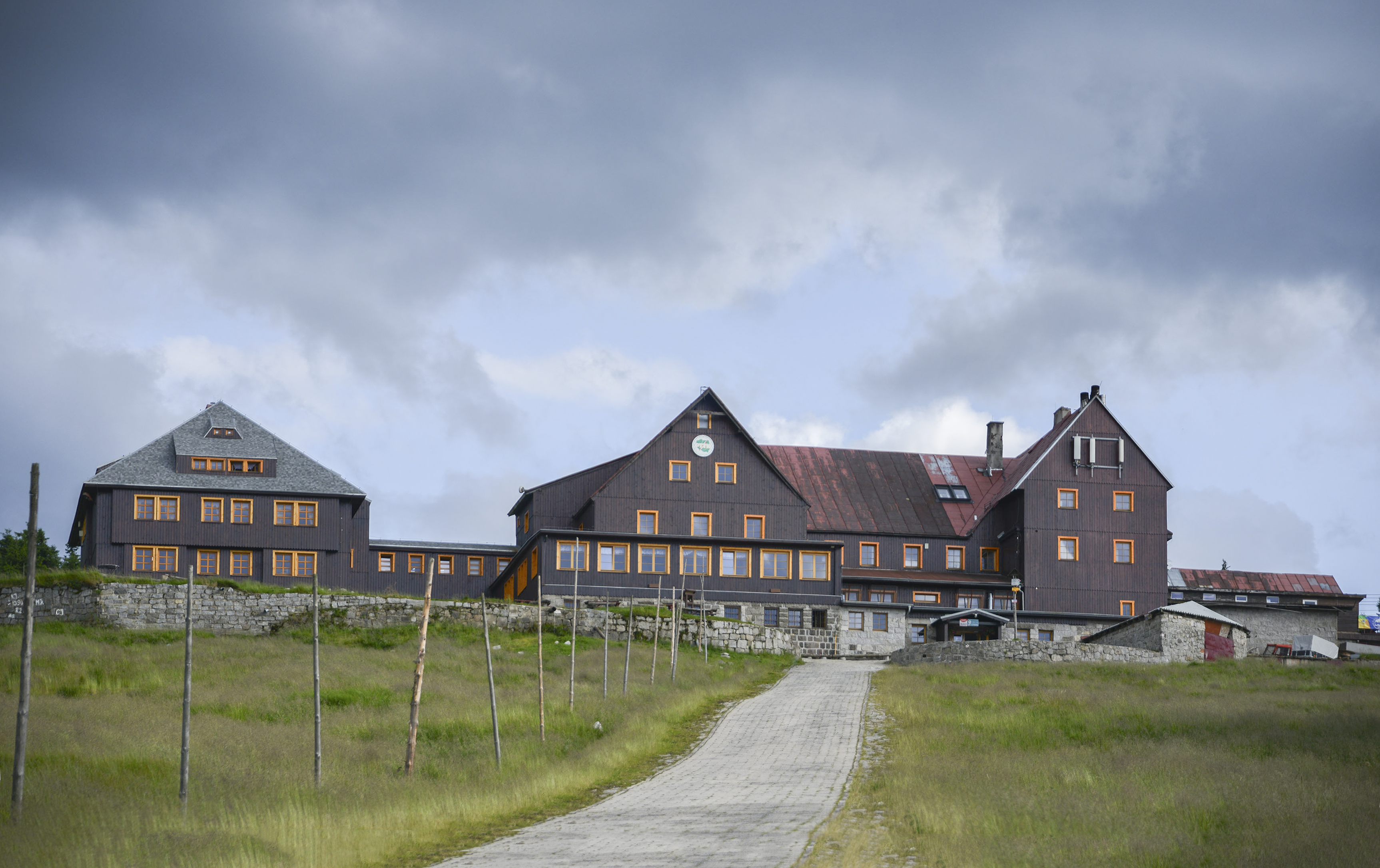
Schronisko podchodząc od strony Kamieńczyka

Schronisko na Hali Szrenickiej zostało uznane (m.in. z racji dewastacji budynku) za najgorsze w Polsce, w II rankingu schronisk górskich PTTK, ogłoszonym w sierpniu 2011 przez pismo N.p.m..

## Turystyka
Do schroniska prowadzą szlaki turystyczne:
- – z Jakuszyc przez Ścieżkę nad Reglami, Śnieżne Kotły, Czarny Kocioł Jagniątkowski i Przełęcz Karkonoską na Pielgrzymy
- – fragment Głównego Szlaku Sudeckiego ze Szklarskiej Poręby obok schroniska „Kamieńczyk” (1 h) do Karpacza i dalej
- Droga Przyjaźni Polsko-Czeskiej na przełęcz Okraj.